# 星城大学
星城大学（せいじょうだいがく、英語: Seijoh University）は、愛知県東海市富貴ノ台2-172に本部を置く日本の私立大学。1989年創立、2002年大学設置。大学の略称は不明。
名古屋明徳短期大学を改組して、2002年に設置された。東京の成城大学と同音であるため、混同されやすい。日本の大学で校名が完全に一致するのは「セイジョウ（成城・星城）大学」のみである。

## 沿革
- 1941年（昭和16年）10月 - 明徳学館設立
- 1945年（昭和20年）12月 - 名古屋英学塾設立
- 1951年（昭和26年）9月 - 学校法人石田学園認可
- 1953年（昭和28年）10月 - 名英図書出版協会設立
- 1963年（昭和38年）4月 - 星城高等学校設置
- 1971年（昭和46年）11月 - 星の城幼稚園開設
- 1988年（昭和63年）12月 - 法人名を学校法人名古屋石田学園と名称変更
- 1989年（平成元年）4月 - 名古屋明徳短期大学開設
- 1993年（平成5年）4月 - 星城中学校開設
- 1995年（平成7年）4月 - 名古屋英学塾を名英予備校に名称変更
- 2002年（平成14年）4月 - 星城大学開設、経営学部、リハビリテーション学部設置
- 2003年（平成15年）3月 - 名古屋明徳短期大学廃止
- 2004年（平成16年）
  - 3月 - 名英予備校廃止
  - 4月 - 専門学校星城大学リハビリテーション学院開設
- 2008年（平成20年）4月 - 星城大学大学院開設、健康支援学研究科設置

## 所在地

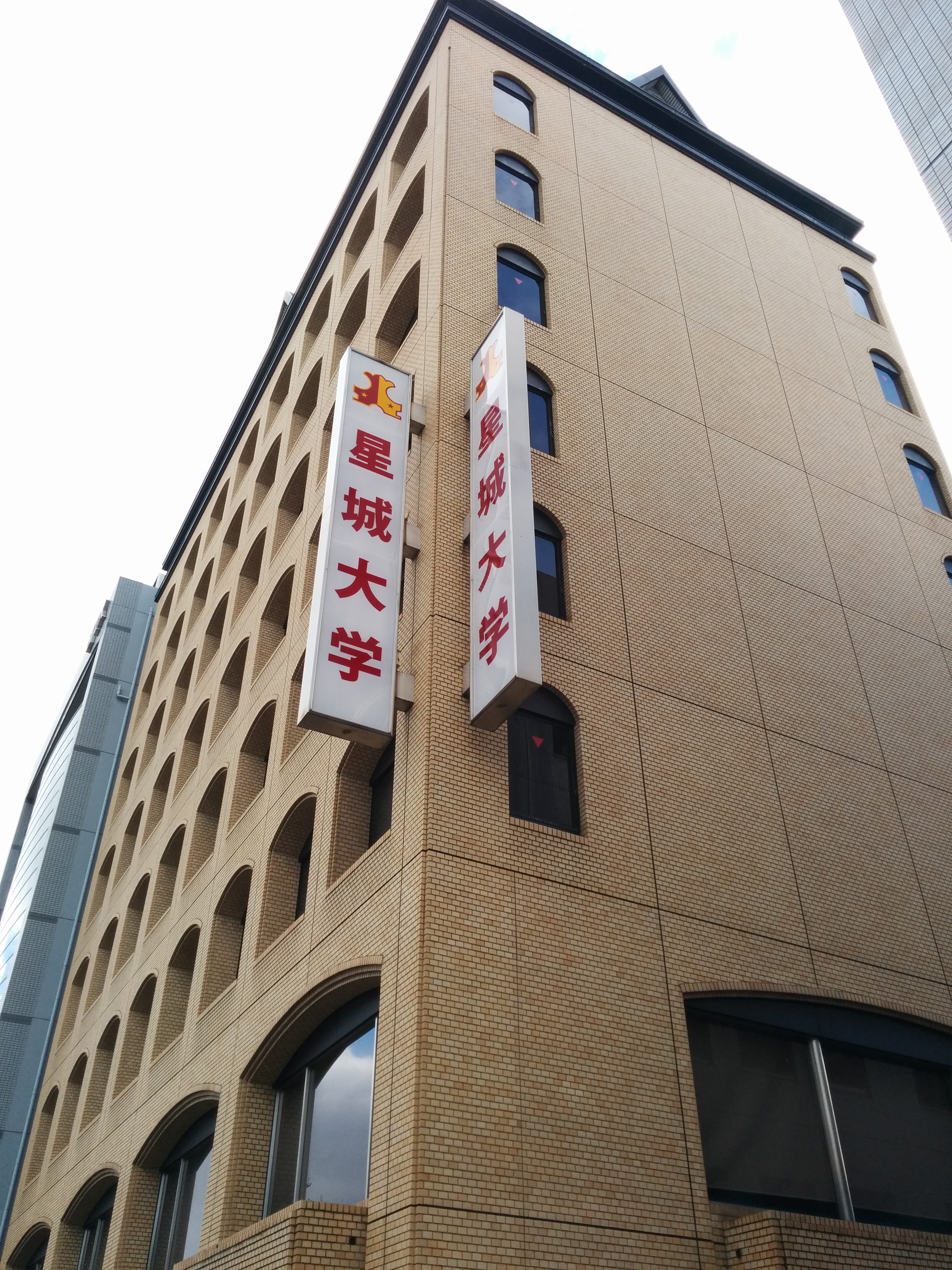
名古屋丸の内キャンパス

### 本部東海キャンパス・大学院
- 郵便番号 476-8588
- 愛知県東海市富貴ノ台二丁目172番地

### 名古屋丸の内キャンパス
- 郵便番号460-0002
- 愛知県名古屋市中区丸の内1丁目4-10

## 学部
- 経営学部
  - 経営学科
    - 現代経営系
      - 経営管理分野
      - IT経営分野
      - 国際ビジネス分野
      - 観光・まちづくり分野

    - 健康マネジメント系
      - スポーツ健康科学分野
- リハビリテーション学部
  - リハビリテーション学科
    - 理学療法学専攻
    - 作業療法学専攻

## 大学院
- 健康支援学研究科
  - 健康支援学領域

## 協定

### 他大学等
- 国内
  - 小松短期大学
  - 愛知学長懇話会加盟大学
- 中国
  - 上海振華外経進修学校
  - 山東威海外国語進修学院
  - 同済大学網絡教育学院黄浦分部
  - 東軟信息学院（東軟情報大学）
  - 山西大学商務学院
  - 武昌理工学院（武漢理工大学）
  - 中国海洋大学管理学院
  - 湖南工学院（湖南大学）
  - 湖北大学
- 台湾
  - 開南大学
  - 高鳳技術学院
  - 興國管理学院
  - 徳明財経科技大学
  - 逢甲大学商学院
  - 大華科技大学（旧・大華技術学院）
  - 真理大学
  - 修平科技大学
  - 東海大学管理学院
- 韓国
  - 明和大学
- モンゴル
  - モンゴル文化教育大学
- ベトナム
  - ベトナム貿易大学
- アメリカ
  - University of Central Florida
  - Lindenwood University

### 高等学校等
- 国内
  - 啓明学館高等学校
  - 三重県立津商業高等学校
  - 岐阜県立益田清風高等学校
  - 誠信高等学校
  - 愛知黎明高等学校
  - 修文学院高等学校

- 国外
  - 牡丹江華日高級中学
  - 群山中央女子高等学校
  - 同徳女子高等学
  - 大連青聯培訓学校
  - 慈明高等学校
  - ヘンティ県テムジン学校

### 研究機関等
- 国内
- 国外
  - 新世界教育集団・上海新世界進修中心

### 地方自治体等
- 東海市
- 豊明市
- 知多市
- 大府市

## 最寄り駅（交通機関）

### 大学本部東海キャンパス・大学院
- 名鉄常滑線 新日鉄前駅下車、徒歩約5分

### 名古屋丸の内キャンパス
- 名古屋市営地下鉄桜通線・鶴舞線 丸の内駅下車、8番出口すぐ

## 大学関係者
- 学長 石田隆城
- 理事長 石田正城

## 著名な卒業生
- 西濵幹紘（元プロ野球選手）
- 奥田域太（プロ野球選手）